# Cuidado con Paloma (que me han dicho que es de goma)
Cuidado con Paloma (que me han dicho que es de goma), o simplemente Cuidado con Paloma es el título de una canción compuesta e interpretada por el showman español Emilio Aragón.

## Descripción
El tema forma parte del LP Te huelen los pies, lanzado al mercado en 1990, momento de máxima popularidad del intérprete, en el momento una de las mayores estrellas de la televisión en España, coincidiendo con su etapa como presentador del concurso VIP en Telecinco.
Se trata probablemente de la canción más famosa de Aragón. Es tono humorístico y sarcástico, con una mordacidad que con dificultad superaría los cánones de lo políticamente correcto implantados algunas décadas más tarde, la canción es una crítica feroz a los excesos de la cirugía estética, que en aquel momento comenzaba a irrumpir en España.
Alcanzó el número 1 de la lista de Los 40 principales el 4 de mayo de 1991.

## Versiones
Versionada por la banda valenciana Doctor Pitangú en 2008.